# Wagon restauracyjny
Wagon restauracyjny – rodzaj wagonu kolejowego, który jest wyposażony w sposób umożliwiający przygotowanie, podawanie i spożywanie w nim posiłków przez podróżnych. Pierwsze wagony restauracyjne wprowadzono w 1879 r. Typowy wagon restauracyjny składa się z zajmującej większą część przestrzeni sali jadalnej mającej ok. 40 miejsc konsumenckich oraz kuchni z zapleczem socjalnym dla załogi wagonu. W części restauracyjnej przejście znajduje się pośrodku, a w części kuchennej – z boku wagonu. Stoliki są rozmieszczone po obu stronach przejścia w rzędach, po jednej stronie 2-osobowe, a po drugiej 4-osobowe.
W wagonach restauracyjnych obowiązuje tradycyjna obsługa kelnerska oraz wybór dań z kart menu. Zakres serwowanego asortymentu zależy od standardu wagonu restauracyjnego i kategorii pociągu, do którego jest włączony. Przyjmuje się, że do wyboru powinny być co najmniej trzy przekąski zimne, dwie gorące, kilka rodzajów zup oraz drugich dań na bazie podstawowych rodzajów mięsa, tj. wołowina, wieprzowina i drób. Podawane są także wyroby cukiernicze, napoje zimne i gorące. Dania serwowane są na tradycyjnej zastawie stołowej.
Początkowo wagony restauracyjne były rodzajem dodatku do najważniejszych pociągów, obecnie kursują w wielu pociągach ekspresowych i dalekobieżnych.
W Polsce kursują dwa rodzaje wagonów prowadzących usługi gastronomiczne należących do PKP Intercity i obsługiwanych przez WARS. Wagonów restauracyjnych o dość wysokim standardzie jest tylko kilkanaście. Są one włączane do najważniejszych pociągów międzynarodowych i Ekspres InterCity. Dużo więcej jest samoobsługowych wagonów barowych, o niższym standardzie, mniejszym wyborze potraw z plastikowymi naczyniami i sztućcami.